# São Paulo Urbanismo
A São Paulo Urbanismo (SP Urbanismo) é uma empresa pública da cidade de São Paulo. Foi criada em 8 de dezembro de 2009, pela Lei nº 15.056[ligação inativa], que decretou a cisão da Empresa Municipal de Urbanização (EMURB) em duas empresas públicas.
Ficou estabelecido que a São Paulo Obras (SP Obras) fica vinculada à Secretaria Municipal de Infraestrutura Urbana e Obras (SIURB) e a SP Urbanismo à Secretaria Municipal de Urbanismo e Licenciamento (SMUL).

## Função
A SP Urbanismo é responsável pela elaboração e coordenação de projetos urbanos, em consonância com as principais demandas da SMUL. A secretaria também promove a integração dos projetos com os planos nacionais, regionais, estaduais e metropolitanos, além de desenvolver mecanismos e modelos mais adequados para a viabilizar e implementar projetos de desenvolvimento urbano.

## Organização
SP Urbanismo é uma empresa pública, organizada na forma de sociedade simples. Sua estrutura incorpora três diretorias:
- Desenvolvimento e Gestão

Incorpora a Gerência de Intervenções Urbanas, Gerência de Operações Urbanas e a Gerência de Desenvolvimento, e responde aos setores administrativos, financeiros e de recursos humanos
- Paisagem Urbana

Compete a análise, pesquisa, planejamento e desenho da paisagem da cidade
- Participação e Representação dos Empregados

Faz ligação entre o corpo diretivo e o corpo funcional da SP Urbanismo

## Serviços
A SP Urbanismo disponibiliza seu acervo sobre arquitetura, engenharia e obras públicas através da Biblioteca e do Arquivo Técnico Arquivo Técnico.
O órgão fica aberto ao público de segunda à sexta-feira, das 9:00h às 12:00h e das 14:00h às 17:00h.

## Localização
Prédio Martinelli, na Rua São Bento, 405, (próximo ao Metrô São Bento), 10º andar, sala 101-B
- «Veja no Mapa»